# NGC 2515
NGC 2515 – gwiazda podwójna o jasności ok. 12m znajdująca się w gwiazdozbiorze Raka. Zaobserwował ją George Phillips Bond 1 września 1852 roku i błędnie skatalogował jako obiekt typu mgławicowego.